# Isauria
Isauria (/aɪˈzɔriə/ sau /aɪˈsɔriə/; în greacă veche Ἰσαυρία) este o regiune istorică stâncoasă din sudul provinciei antice Asia Minor, cu o întindere foarte diferită în cursul istoriei, dar care acoperă în general partea centrală a Munților Taurus. Teritoriul vechii regiuni este inclus în prezent în districtul Bozkır și în împrejurimile sale din provincia Konya a Turciei. Isauria se învecina în porțiunea sa de coastă cu regiunea Cilicia.

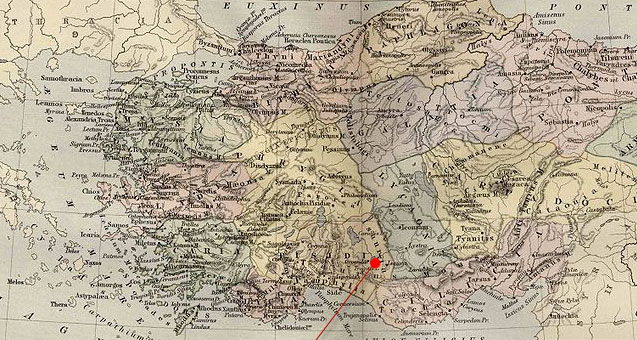
Situarea Isauriei în Asia Mică

Numele ei provine de la tribul războinic al isaurienilor și de la așezările învecinate Isaura Palaea (Ίσαυρα Παλαιά, în latină: Isaura Vetus, „Isaura Veche”) și Isaura Nea (Ίσαυρα Νέα, în latină: Isaura Nova, „Isaura Nouă”).
Războinicii isaurieni erau munteni violenți care efectuau adeseori incursiuni de jaf în regiunile învecinate în timpul ocupațiilor macedoneană și romană.

## Istorie

### Istoria veche
Nucleul permanent al Isauriei se afla la nordul lanțului muntos Taurus, care se întinde în sud către Iconium și Listra. Licaonia cuprindea întreaga câmpie iconiană, iar Isauria începea de la poalele munților Taurus. Cele două orașe vechi, Isaura Nea și Isaura Palaea, se aflau unul la poalele munților (Doria, azi Aydoğmuș) și celălalt în bazinul hidrografic al râului Calycadnus (azi Zengibar Kalesi).
În secolul al IV-lea î.Hr. Isauria era regiunea sălbatică din jurul orașului Isaura Palaea și de la izvoarele râului Calycadnus. Atunci când capitala regiunii, Isaura (cunoscută și sub numele de Isaura Vetus sau Isaura Palaea), un oraș puternic fortificat aflat la poalele Muntelui Taurus, a fost asediată de generalul Perdiccas, regentul macedonean instalat după moartea lui Alexandru cel Mare, isaurienii au incendiat orașul și l-au lăsat să fie distrus de flăcări pentru a nu fi capturat de macedoneni.

### Stăpânirea romană

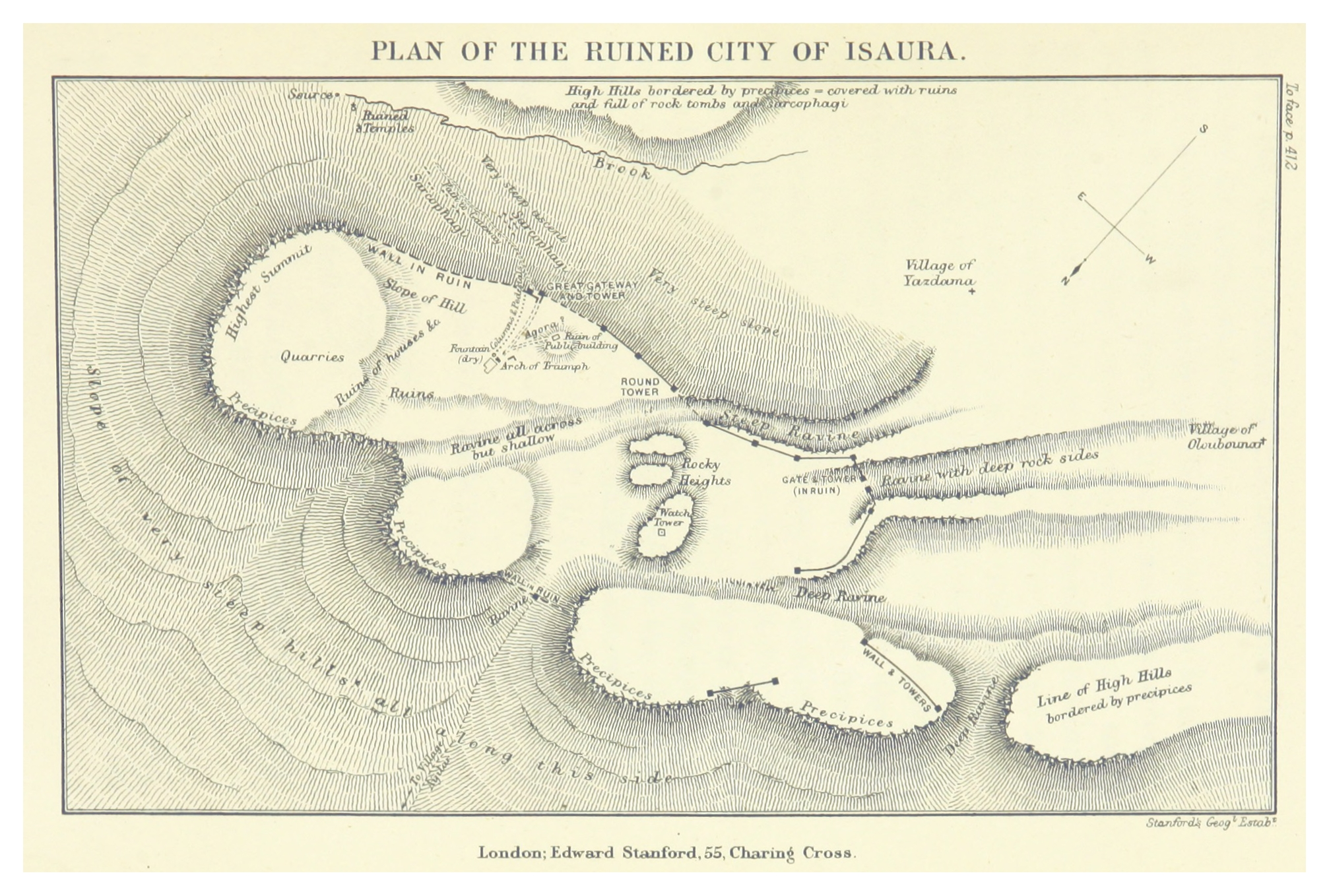
Planul ruinelor orașului Isaura (Davis, 1879)

Când romanii i-au întâlnit pentru prima dată pe isaurieni (la începutul secolului I î.Hr.), au considerat Cilicia Trachea ca parte a Isauriei, care s-a extins astfel până la Marea Mediterană; această extensie a numelui s-a aflat în uzul comun timp de două secole. Întregul bazin al râului Calycadnus a fost socotit isaurian, iar orașele de pe valea brațului său sudic au format ceea ce a fost cunoscut sub numele de Decapolisul Isaurian.
Isaurienii au fost aduși parțial sub controlul romanilor în perioada 76-75 î.Hr. În timpul războiului purtat de cilicieni și de alți pirați împotriva Romei, isaurienii au luptat cu atâta înverșunare, încât proconsulul Publius Servilius Vatia a considerat necesar să-i urmărească până în cetățile lor din zonele muntoase și să supună prin forță întregul popor, primind din acest motiv numele de Isauricus (75 î.Hr.).
În anul 6 d.Hr. Dio Cassius menționează că isaurienii efectuau incursiuni de jafuri în provincia Asia Minor până când popoarele învecinate au declanșat un război și i-au înfrânt.
Isaurienii s-au aflat după aceea pentru o vreme sub stăpânirea lui Amyntas, regele Galatiei, dar au continuat să-și păstreze de facto independența și obiceiurile tâlhărești. În secolul al III-lea ei l-au adăpostit pe uzurpatorul imperial Trebellianus.
La începutul secolului al IV-lea, prin ordinul lui Dioclețian, întregul teritoriu de pe versantul nordic al Munților Taurus a fost separat de regiunea Cilicia în scopuri administrative și a fost înființată o nouă provincie numită inițial Isauria-Licaonia și apoi doar Isauria, care se întindea până la granița provinciei Galatia, dar nu trecea la sudul Munților Taurus. Pisidia, care făcuse parte până atunci din aceeași provincie cu Isauria, a fost separată și a primit orașul Iconium; în compensație pentru această pierdere teritorială, provincia Isauria a primit partea estică a Pamfiliei. Orașul Seleucia de pe coasta Mării Mediterane a fost desemnată capitala provinciei Isauria.
În secolul al IV-lea isaurienii erau încă descriși de Ammianus Marcellinus drept flagelul provinciilor vecine din Asia Mică, din cauza efectuării unor incursiuni majore de jaf în perioada 404-409. Generalul Imperiului Roman de Răsărit Arbazacius a condus o campanie de alungare a lor, dar isaurienii au fost supuși efectiv în timpul domniei lui Iustinian I.
Câțiva împărați bizantini au fost descendenți ai isaurienilor: Zenon, al cărui nume autohton era Tarasicodissa Rousoumbladadiotes, Leontios al II-lea, care a domnit din 695 până în 698, Leon al III-lea Isaurul, care a urcat pe tronul Constantinopolului în 718 și a domnit până în 741, și apoi fiul său, Constantin al V-lea. Imperiul Bizantin i-a folosit pe isaurieni ca militari (unii ajungând chiar generali) și la un moment dat ei au făcut parte chiar din garda personală a împăratului, excubitorii. Totuși, populația din Constantinopol i-a considerat pe isaurieni ca fiind barbari, iar împăratul Anastasiu I a trebuit să poarte un război lung împotriva rebelilor isaurieni (Războiul Isaurian, 492-497).

### Istoria recentă
Cercetările arheologice au scos la iveală ruinele orașelor și ale fortificațiilor lor. Ruinele orașului Isaura Palaea sunt importante datorită poziției strategice, a fortificațiilor puternice și a mormintelor găsite acolo. Ruinele orașului Isaura Nea au dispărut, dar în casele din Dorla (Isauropolis) au fost găsite numeroase inscripții și stele sculptate care dezvăluie poziția lor. Acestui oraș i-a întrerupt alimentarea cu apă proconsulul Servilius. John Robert Sitlington Sterrett a explorat platoul înalt al Isauriei în 1885, dar cercetările sale nu au fost exhaustive, iar ruinele orașului au fost identificate de William Mitchell Ramsay în 1901.
Ramsay a descoperit acolo mai mult de cincizeci de inscripții grecești, în cea mai mare parte cu referiri creștine, precum și morminte impozante. Aceste monumente datează din secolele al III-lea, al IV-lea și al V-lea.

## Istorie bisericească
Potrivit tradiției, apostolul Pavel a evanghelizat orașul Claudiopolis, singura colonie romană din regiune la acea vreme.
Biserica Isauriană s-a aflat inițial sub autoritatea patriarhului Antiohiei, dar a fost trecută în subordinea patriarhului Constantinopolului la sfârșitul secolului al VII-lea sau începutul secolului al VIII-lea.
Deoarece Aetius (fl 451) este numit în inscripții episcop de Isauropolis și Isaura Palaea și întrucât niciun document Notitia episcopatuum nu menționează Isaura sau Isauropolis, Ramsay presupune că Eparhia de Isaura Nova a fost unită anterior cu Eparhia de Leontopolis, numele mai recent al orașului Isaura Palaea care este menționat în toate documentele care enumeră eparhiile creștine.